# Спец (телесериал)
«Спец» — российский криминальный сериал с элементами драмы, снятый Виталием Дёмочкой, известным в криминальном мире Уссурийска как «спец», то есть специалист по так называемым «автомобильным подставам». Сериал снят на основе реальных событий.
Суть «автомобильной подставы» заключается в том, чтобы спровоцировать ДТП, подставив автомобиль под несильный удар, а затем, применяя запугивание и психологическое давление, вынудить жертву под предлогом ремонта автомобиля выплатить денежную сумму, в несколько раз превышающую стоимость ремонта.

## В ролях
- Виталий Дёмочка — Банин (Бандера)
- Татьяна Назаренко — Ирина
- Сергей Денежкин — бандит «Шустрый»
- Владимир Тютюнник — милиционер
- Анатолий Пономарчук — бандит «Старый»
- Роман Пестов — бандит «Толстый»

## Съёмочная группа
- режиссёр: Виталий Дёмочка
- автор сценария: Виталий Дёмочка
- композитор: Денис Саполович